# بروس لی: مبارز
بروس لی: مبارز (انگلیسی: Bruce Lee: The Fighter) یک فیلم در ژانر اکشن به کارگردانی سرینو وایتلا است که در سال ۲۰۱۵ منتشر شد. از بازیگران آن می‌توان به رام چاران، کریتی کارباندا، و راکول پریت سینگ اشاره کرد.